# 유시환
류시환(柳時煥, 1887년 10월 2일 ~ 1979년 10월 15일)은 일제강점기의 관료로, 본적은 경상북도 안동군 풍천면이다.

## 생애
경상북도 안동군 출신이다. 1908년에 대동법률전문학교 부설 측량과를 졸업하고 1910년 조선총독부가 설치한 임시토지조사국원양성소를 마쳤다.
학교 졸업 후인 1911년 총독부 임시토지조사국 측량과 기수로 근무를 시작하며 기술직 관리가 되었다. 1917년 군서기로 임용되어 전라북도 곡성군에 발령받았고 경상북도 의성군과 예천군, 선산군에서 근무했다.
1929년 총독부 군수로 발탁되어 칠곡군 군수가 되었다. 1934년 경산군, 1935년 안동군 군수로 차례로 발령받았다. 고향인 안동에서 약 9년 동안 군수로 재직했으며 일제 강점기 말기인 1944년에는 함경북도 농상부장 겸 참여관으로 발탁되었다.
일본 정부로부터 여러 차례 훈장을 수여받아 안동군수로 재직 중이던 1943년을 기준으로 정6위 훈5등에 서위되어 있었다. 안동군수로 재직 중이던 1935년 총독부가 편찬한 《조선공로자명감》에 353명의 공로자 중 한 명으로 기재되어 있다. 같은 해 총독부가 시정 25주년을 기념하여 표창한 표창자 명감에도 실려 있다.
제1공화국 정부가 수립되고 반민족행위처벌법이 공포되어 반민특위가 활동을 시작한 1949년 당시 생존해 있었다. 유시환은 반민특위의 조사를 받았으나 반민특위의 활동이 방해를 받고 해체되는 과정에서 특별검찰부의 무혐의 처분을 받았다.
2002년 발표된 친일파 708인 명단의 도 참여관과 조선총독부 사무관 부문에 수록되었고 2008년 민족문제연구소가 정리한 친일인명사전 수록예정자 명단 중 관료 부문에 포함되었다. 2009년 대한민국 친일반민족행위진상규명위원회가 발표한 친일반민족행위 705인 명단에도 포함되었다.

## 참고자료
- 유시환(柳時煥) - 국사편찬위원회